# 1948年ロンドンオリンピックのスウェーデン選手団
1948年ロンドンオリンピックのスウェーデン選手団（1948ねんロンドンオリンピックのスウェーデンせんしゅだん）は、1948年7月29日から8月14日にかけてイギリスの首都ロンドンで開催された1948年ロンドンオリンピックのスウェーデン選手団、およびその競技結果。

## 概要
今大会は金メダル16個、銀メダル11個、銅メダル17個、合計44個のメダルを獲得した。

## メダル
| メダル | 選手名                                                                                    | 競技 | 種目             |
| ------ | ----------------------------------------------------------------------------------------- | ---- | ---------------- |
| 金     | ヘンリー・エリクソン                                                                      | 陸上 | 男子1500m        |
| 金     | トーレ・ショーストランド                                                                  | 陸上 | 男子3000m障害    |
| 金     | ヨーン・ミカエルソン                                                                      | 陸上 | 男子10km競歩     |
| 金     | ヨーン・リュングレン                                                                      | 陸上 | 男子50km競歩     |
| 金     | アルネ・オーマン                                                                          | 陸上 | 男子三段跳       |
| 銀     | レンナート・ストランド                                                                    | 陸上 | 男子1500m        |
| 銀     | エリック・エルムセーター                                                                  | 陸上 | 男子3000m障害    |
| 銀     | インゲマル・ヨハンソン                                                                    | 陸上 | 男子10km競歩     |
| 銅     | ベルティル・アルベルトソン                                                                | 陸上 | 男子10000m       |
| 銅     | ルネ・ラーション                                                                          | 陸上 | 男子400mハードル |
| 銅     | イェテ・ハグストレム                                                                      | 陸上 | 男子3000m障害    |
| 銅     | クルト・ルンドクイスト ラーシュ・ヴォルフブラント フォルケ・アルネヴィク ルネ・ラーション | 陸上 | 男子4×400mリレー |
| 銅     | アン＝ブリット・レイマン                                                                  | 陸上 | 女子走幅跳       |